# Carin Wall
Carin Elisabet Wall, född 29 augusti 1949 i Linköpings församling, Östergötlands län, är en svensk diplomat.

## Biografi
Wall har tjänstgjort vid ambassaderna i Bogotá, Paris och Abidjan, på Utrikesdepartementets (UD) dåvarande enhet för internationellt utvecklingssamarbete och 2006–2010 som Stockholmsbaserat sändebud för ett antal stater i Västafrika (Burkina Faso, Elfenbenskusten, Sierra Leone och Liberia). Hon var ambassadör i Bamako 2010–2013 och i Alger 2013–2016. Hon var tidigare journalist.
Hon är gift med Björn Karlberg (född 1948), tidigare direktör för garanti- och skadeenheten på Statens bostadskreditnämnd.